# Спасо-Преображенский монастырь на бору
Спасо-Преображенский монастырь на бору — самый старый монастырь Московского Кремля, был учреждён первым из пяти монастырей Московского Кремля. Монастырь был мужским и непрерывно функционировал с 1300 по 1490 год, монашеские кельи занимали частично первый этаж великокняжеского дворца.
Центральный собор монастыря существовал с 1272 по 1 мая 1933 года, после разборки в 1847 году церкви Рождества Иоанна Предтечи в Кремле собор монастыря был самым старым храмом Москвы.

## События до создания монастыря
На месте монастыря «по преданию, стояла в чаще бора низкая хижина, в коей спасался отшельник Букал»:8.
Следующие события относятся к Монгольскому нашествию на Русь в рамках Вторжения монголов в Европу.
Монголы под руководством чингизида Батыя 20 января 1238 года после 5-дневного сопротивления взяли Москву, которую защищали младший сын великого князя Юрия Всеволодовича Владимир и воевода Филипп Нянка «с малым войском».
Во время набега, по свидетельству Лаврентьевской летописи, были сожжены все монастыри и церкви с сёлами.
Исследователь истории Кремля Александр Воронов упоминает предание, что в 1272 году князь Даниил Александрович в первый год своего княжения устроил здесь Спасопреображенскую церковь.
Через 10 лет, в 1282 году, в Замоскворечье, на правом берегу реки Москвы, на южной Серпуховской дороге князь Даниил основал монастырь в честь своего небесного покровителя — прп. Даниила Столпника, получивший его имя — Даниловский, официально называвшийся позднее Свято-Данилов Спасский.
В 1293 году Андрей Городецкий стал зачинщиком нового похода полководцев Золотой орды на Северо-Восточную Русь.
Поход, который называют «Дюденева рать» возглавил военачальник Тудан (в русских летописях он именуется Дюдень) и монастырь и церковь в Кремле были разорены.
В 1325 году митрополит Пётр перенёс митрополичью кафедру в Москву.
Он умер 21 декабря 1326 года и когда в 1328 году Феогност получил в Константинополе посвящение на митрополичью кафедру от патриарха Исайи, Феогност поселился в Москве. Князь 
Иван I Данилович Калита в эти годы построил четыре белокаменных собора в Московском Кремле:
| Собор                      | Заложен | Построен | Освящён |
| -------------------------- | ------- | -------- | ------- |
| Успенский собор            | 1326    |          | 1327    |
| Собор Спаса на Бору        | 1330    |          |         |
| церковь Иоанна Лествичника |         | 1329     |         |
| Архангельский собор        |         |          | 1333    |

10 мая 1330 года на месте старой деревянной церкви, построенной Даниилом, была митрополитом Феогностом заложена (освящена) белокаменная церковь Спаса Преображения.
Ктитором этой церкви стала великокняжеская семья, возглавляемая Иваном Калитой.
В том же году в Даниловом монастыре учреждена первая в Московском княжестве архимандрития: в митрополит Феогност поставил архимандритом Иоанна.
Через два года собор был построен и Великий Князь перевёл на новое место архимандрита и братию Данилова монастыря, устроенного своим отцом, на свой княжеский двор.
Для них были предоставлены кельи в Великокняжеском дворце Кремля и белокаменная церковь.
Погост Данилова монастыря и принадлежавшие ему сёла перешли под управление архимандрита кремлёвского Спасо-Преображенского монастыря на бору, приоритетом которого было обустройство нового великокняжеского монастыря.
Без должного присмотра он постепенно оскудел, в XIV—XV вв. на месте монастыря осталась стоять только деревянная церковь Даниила Столпника, а при ней сельцо Даниловское.
Есть предположение о причине переноса монастыря в Кремль, высказанное Александром Вороновым: желание князя создать рядом со своим дворцом духовный центр и выделить место упокоения членов княжеской династии. Этот факт говорит в пользу серьёзности стремлений Ивана Калиты, второго князя, носившего титул великого князя московского, который окончательно перенёс столицу из Владимира в Москву.

## История

### 1330—1382 годы
Монастырь Спаса на Бору был киновией по греческому образцу с общим пребыванием иноков и инокинь, а также приютом для убогих и нищих, уход за которыми входил в княжеское послушание.
Монастырь был великокняжеским и его планировочная структура являла собой тип монастыря с центральным размещением собора; собор стоял посреди обширного двора, обстроенного по периметру зданиями княжеских покоев и служебных помещений, часть которых с момента устроения монастыря была выделена под монашеские кельи и игуменские покои.
Эта структура сохранялась и после перевода монастыря в другое место: дворец раз за разом перестраивался занимая всё большую площадь, а площадь двора становилась меньше, но в её центре по-прежнему стоял собор.
Архимандриты монастыря были духовниками великих князей, в нём постригали в монашество перед кончиной первых московских князей и княгинь.
В 1330 году митрополит Феогност первым архимандритом монастыря поставил Иоанна, который руководил обустройством монастыря до 1346 года, когда митрополит Феогност хиротонисал его во епископа Ростовского.
В 1331 году в монастыре было сделано первое великокняжеское захоронение: была предана земле Великая княгиня Елена — жена Ивана Калиты и мать Симеона Гордого.
В начале 1340 года Иван Калита постригся в монастыре с именем Ананий, затем принял схиму и спустя несколько недель скончался.
Его останки впоследствии были перенесены в великокняжескую усыпальницу Архангельского собора.
В марте 1345 года в монастыре похоронена Великая княгиня Анастасия Литовская — жена Симеона Гордого.
В 1346 году Иоанн был поставлен в архиепископа Ростовского и архимандритом монастыря становится Пётр.
Наследник Калиты Симеон Гордый по примеру отца уделял много внимания собору и монастырю, в 1350 году он пристроил к собору придел и притвор, который служил княжеской усыпальницей.
В 1350—1353 годах на Руси разразилась эпидемия чумы, но по утверждениям историков это бедствие не затронуло Москву.
Незадолго до смерти, в 1353 году, Симеон, так же как отец, принял монашеский постриг в Спасском монастыре с наречением имени Созонт.
Его останки также впоследствии были перенесены в великокняжескую усыпальницу Архангельского собора.
В 1353 году скончались также сыновья Симеона Иван и Семён, митрополит Феогност и архимандрит Пётр; на должность архимандрита монастыря назначается Иоанн II.
В декабре 1364 года в монастыре похоронена Великая княгиня Александра Ивановна, в инокинях Мария — жена Ивана Красного и мать Дмитрия Донского.
С подачи Великого князя Дмитрия Ивановича (Донского) в 1375—1377 годах монастырём управлял архимандрит Михаил, впоследствии митрополит Киевский.
В 1382 году на должность архимандрита был назначен Симеон, но при набеге Тохтамыша в том же году архимандрит Симеон и монахи монастыря были убиты.

### 1383—1490 годы
Монастырь был восстановлен в правление Дмитрия Донского, князь повелел выделять монастырю ежегодно на Спасов день 15 рублей.
Его сын, великий князь Василий I Дмитриевич также богато одаривал монастырь.
В апреле 1389 года архимандритом монастыря был назначен Сергий I, который в том же году был переведён в другое место, а его сменил архимандрит Игнатий.
В августе 1393 года в монастыре похоронен 13-летний княжич Иван Дмитриевич.
Весной 1396 года первый пермский епископ Стефан по делам своей епархии приехал в Москву к митрополиту Киприану и остановился в Спасо-Преображенском монастыре.
Он занемог, 26 апреля скончался и был похоронен в самом соборе, у северной стены, в углу храма.
Его мощи, по преданию, хранились открытыми до нашествия поляков на Москву в 1610 году.
Потом его мощи были положены под спудом и не были «отпущены» в Пермь, несмотря на неоднократные просьбы жителей Перми.
Пока стоял храм, мощи святителя находились в нём, но 1 мая 1933 года церковь Спаса на Бору была снесена.
Мощи св. Стефана следует считать утраченными, за исключением тех частиц, которые были изъяты до польского нашествия и сохранились в других храмах.
В марте 1399 года в монастыре похоронена Великая княгиня Мария Александровна, в схиме Фотиния — жена Симеона Гордого.
В 1478 году её останки были обретены нетленными.
Князья Василий Тёмный и его сын князь Андрей жаловали монастырю большие дары: Василий Темный пожаловал монастырю село Клементьево в верховьях реки Дубны, князь Андрей — деревни Пушакино и Кисловку с пустошью Бабчино, со всеми угодьями, лесами, лугами и пашнями.
В 1404 году архимандритом монастыря стал Феодосий, а позже в том же году — Матфей, в 1406 году монастырём руководил Илларион, в 1410 — Савва.
В 1453—1462 годах монастырём управлял Трифон, впоследствии архиепископ Ростовский.
После того, как 13 мая 1462 года он был хиротонисан во епископа Ростовского и Ярославского его сменил Вассиан, которого в 1467 году также хиротонисали во епископа Ростовского и Ярославского.
Позже, в 1474 году, монастырь возглавлял архимандрит Герман.
В 1478 году была открыта гробница Великой княгини Марии Александровны, похороненной в 1399 году и её останки были обретены нетленными.
По приказу Ивана III они были торжественно облачены в новые ризы
В 1488 году в Москве произошёл крупный пожар, который повредил великокняжеский дворец, собор и другие постройки монастыря; этим же годом датируется завершение архимандритии Германа.
После этого пожара Иван III начал активно перестраивать территорию кремля, монастырь был вынесен за Яузу, на Васильевский стан и продолжил своё существование как Новоспасский монастырь.
Освободившееся место было использовано при расширении великокняжеского дворца.
Существуют разночтения при указании года переноса монастыря, но аргументация в пользу 1490 года является наиболее внушительной.
Самой ранней датой предполагаемого переноса считается 1462 год (год вступления на престол Ивана III), указанный М. А. Ильиным и Т. В. Моисеевой.
Есть вариант, по которому монастырь переехал на новое место в 1466 году, это подтверждают Синодальный справочник и московские историки М. И. Александровский и И. П. Машков.
Считается, что 1490 год первым обозначил И. М. Снегирёв в 1853 году на основании исследования архивных документов. Этого мнения придерживались Л. И. Денисов и И. К. Кондратьев.
И. Е. Забелин указывал, что в начале 1490-х годов бывший Чудовский архимандрит архиепископ Новгородский Геннадий писал митрополиту Зосиме (в должности 1490—1494) о том, что церкви из Кремля выведены, а Спасо-Преображенский монастырь переведён «вниз по Москве-реке на горы возле Крутиц, отчего и стал прозываться Новоспасским».

## Настоятели и наместники
- Иоанн I (1330—1346)
- Петр (1346—1353)
- Иоанн II (1353—1374)
- Михаил (1375—1377)
- Симеон (1382—1382)
- Сергий (Азаков) (1389—1389)
- Игнатий (1389—1404)
- Феодосий (1404—1404)
- Матфей (1404—1404)
- Иларион (1406—1406)
- Савва (1410—1410)
- Трифон (1453—1462)
- Вассиан (Рыло) (1466—1467)
- Герман (1474—1474)
- Елисей (1483—1488)